# 刘浩 (自行车运动员)
刘浩（1988年11月7日—），男，吉林人，中国自行车运动员。

## 生涯
1988年生于吉林市。父亲是一位体育爱好者，曾经打破吉林市铅球纪录。受父亲影响，刘浩练习过速度滑冰、篮球。17岁时改练自行车。
2013年第十二届全运会场地自行车男子全能赛个人追逐赛冠军（4分29秒225）。2016年里约奥运会场地自行车男子团体追逐赛第八名。
2017年第十三届全运会场地自行车男子全能赛季军，男子公路自行车个人赛亚军。